# Königswiesener Straße
Die Königswiesener Straße (B 124) ist eine Landesstraße in Österreich. Sie hat eine Länge von 66 Kilometern. Die Königswiesener Straße beginnt in Unterweitersdorf bei der gleichnamigen Anschlussstelle der S10 (Mühlviertler Schnellstraße). Sie führt zunächst durch das Mühlviertel in die namensgebende Gemeinde Königswiesen. Von hier setzt sie ihren Weg durch das Waldviertel fort, bevor sie südwestlich von Zwettl an der Böhmerwald Straße (B 38) endet.

## Geschichte
Der Name Königswiesener Straße wurde 1932 als Bezeichnung für die 9,03 Kilometer lange Königswiesen-Arbesbacher Bezirksstraße eingeführt.
Nach dem Anschluss Österreichs wurde das oberösterreichische Straßennetz nach reichsdeutschem Vorbild neu geordnet. Am 1. April 1940 wurde die Landstraße I. Ordnung Nr. 30 eingerichtet. Sie verknüpfte vier verschiedene Straßen:
- die Riedmarkstraße zwischen Gallneukirchen und Zell
- die Zellhofer Straße zwischen Zell und Mönchdorf
- ein Teilstück der Greinerwaldstraße, die von Grein über Mönchdorf und Königswiesen bis Freistadt führte
- die Königswiesener Straße zwischen Königswiesen und Arbesbach

Am 23. März 1942 wurde sie durch einen Erlass des Generalinspekteurs für das Deutsche Straßenwesen zum Bestandteil der Reichsstraße 31 erklärt.
Die Königswiesener Straße gehört seit dem 1. Jänner 1951 zum Netz der Bundesstraßen in Österreich.